# Temenos Group
Die Temenos Group AG ist ein international tätiges Schweizer Softwareunternehmen, das auf Bankensoftware spezialisiert ist.
Das 1993 gegründete Unternehmen beschäftigt in 38 Ländern mehr als 3.700 Mitarbeiter und erwirtschaftete 2013 einen Umsatz von über 460 Millionen US-Dollar. Seit 2001 ist Temenos an der Schweizer Börse SIX Swiss Exchange kotiert.
Das Unternehmen zählt zu den führenden Herstellern integrierter Gesamtbanklösungen. Diese umfassen im Wesentlichen Applikationen in den Bereichen Universal, Wholesale, Retail, Private und Islamic Banking sowie im Bereich Microfinance, welche in 150 Ländern bei über 3000 Finanzinstituten im Einsatz sind. 41 der 50 größten Banken nutzen die Dienste von Temenos. Das Kernbankensystem von Temenos heißt T24. 2018 wurde mit dem Start-up-Unternehmen Sonect ein virtueller Geldautomat als App für Smartphones in den Temenos-MarketPlace  integriert. Als erstes Fintech wurde WeltSparen von Raisin Anfang 2019 in den MarketPlace integriert.